# Campeonato Europeu de Atletismo em Pista Coberta de 2021 - 60 m feminino
A prova dos 60 metros feminino do Campeonato Europeu de Atletismo em Pista Coberta de 2021 foi disputada no dia 7 de março de 2021 na Arena Toruń, em Toruń, na Polónia.

## Recordes
Antes desta competição, os recordes mundiais e do campeonato nesta prova eram os seguintes:
|                       | Nome            | Nacionalidade | Tempo | Local | Data                                           |
| --------------------- | --------------- | ------------- | ----- | ----- | ---------------------------------------------- |
| Recorde mundial       | Irina Privalova | Rússia        | 6s 92 | Madri | 11 de fevereiro de 1993 9 de fevereiro de 1995 |
| Recorde do campeonato | Nelli Cooman    | Países Baixos | 7s 00 | Madri | 23 de fevereiro de 1986                        |
| Recorde europeu       | Irina Privalova | Rússia        | 6s 92 | Madri | 11 de fevereiro de 1993 9 de fevereiro de 1995 |

## Medalhistas
| Ouro                 | Prata                 | Bronze              |
| Ajla Del Ponte (SUI) | Lotta Kemppinen (FIN) | Jamile Samuel (NED) |

## Cronograma
Todos os horários são locais (UTC +1).
| Data       | Hora  | Evento    |
| ---------- | ----- | --------- |
| 7 de março | 10:18 | Bateria   |
| 7 de março | 12:40 | Semifinal |
| 7 de março | 18:46 | Final     |

## Resultados

### Bateria
Qualificação: 4 atletas de cada bateria (Q) mais os 4 melhores qualificados (q).
| Posição | Bateria | Atleta                       | Nacionalidade | Tempo | Notas    |
| ------- | ------- | ---------------------------- | ------------- | ----- | -------- |
| 1       | 2       | Carolle Zahi                 | França        | 7.22  | Q        |
| 2       | 3       | Lotta Kemppinen              | Finlândia     | 7.25  | Q        |
| 3       | 3       | Jennifer Montag              | Alemanha      | 7.25  | Q        |
| 4       | 4       | Ajla Del Ponte               | Suíça         | 7.26  | Q        |
| 5       | 2       | Naomi Sedney                 | Países Baixos | 7.27  | Q,       |
| 6       | 5       | Jamile Samuel                | Países Baixos | 7.27  | Q, =     |
| 7       | 5       | Claudia Payton               | Suécia        | 7.28  | Q,       |
| 8       | 1       | Amelie-Sophie Lederer        | Alemanha      | 7.30  | Q        |
| 9       | 3       | Rani Rosius                  | Bélgica       | 7.30  | Q        |
| 10      | 5       | Orlann Ombissa-Dzangue       | França        | 7.30  | Q        |
| 11      | 5       | Maja Mihalinec               | Eslovênia     | 7.31  | Q        |
| 12      | 1       | Viktoriya Ratnikova          | Ucrânia       | 7.31  | Q        |
| 13      | 1       | Salomé Kora                  | Suíça         | 7.32  | Q        |
| 14      | 5       | Marina Andreea Baboi         | Roménia       | 7.32  | q        |
| 15      | 4       | Rafaéla Spanoudaki-Hatziriga | Grécia        | 7.33  | Q        |
| 16      | 3       | Riccarda Dietsche            | Suíça         | 7.33  | Q        |
| 17      | 5       | Marcela Pírková              | Chéquia       | 7.34  | q, =     |
| 18      | 5       | Vittoria Fontana             | Itália        | 7.34  | q,       |
| 19      | 4       | Inna Eftimova                | Bulgária      | 7.36  | Q        |
| 20      | 3       | Astrid Glenner-Frandsen      | Dinamarca     | 7.36  | q        |
| 21      | 3       | Irene Siragusa               | Itália        | 7.37  |          |
| 22      | 2       | Monika Weigertová            | Eslováquia    | 7.37  | Q        |
| 22      | 1       | Ciara Neville                | Irlanda       | 7.37  | Q        |
| 22      | 3       | Molly Scott                  | Irlanda       | 7.37  |          |
| 25      | 4       | Rosalina Santos              | Portugal      | 7.38  | Q        |
| 26      | 1       | María Isabel Pérez           | Espanha       | 7.39  |          |
| 27      | 1       | Maria Gatou                  | Grécia        | 7.40  |          |
| 28      | 1       | Lorène Bazolo                | Portugal      | 7.40  |          |
| 29      | 2       | Magdalena Lindner            | Áustria       | 7.40  | Q        |
| 30      | 4       | Milana Tirnanić              | Sérvia        | 7.42  |          |
| 31      | 4       | Olivia Fotopoulou            | Chipre        | 7.43  |          |
| 32      | 4       | Paula Sevilla                | Espanha       | 7.44  |          |
| 33      | 2       | Katarzyna Sokólska           | Polónia       | 7.46  |          |
| 34      | 4       | Joan Healy                   | Irlanda       | 7.46  |          |
| 35      | 1       | Anniina Kortetmaa            | Finlândia     | 7.48  |          |
| 36      | 3       | Anasztázia Nguyen            | Hungria       | 7.50  |          |
| 37      | 5       | Kiriaki Samani               | Grécia        | 7.69  |          |
| 38      | 2       | Mathilde Kramer              | Dinamarca     | DSQ   | CR18.5   |
| 39      | 2       | Yasmin Kwadwo                | Alemanha      | DSQ   | TR17.3.2 |
| 39      | 2       | Krystsina Tsimanouskaya      | Bielorrússia  | DSQ   | TR17.3.2 |

### Semifinal
Qualificação: 2 atletas de cada bateria (Q) mais os 2 melhores qualificados (q).
| Posição | Bateria | Atleta                       | Nacionalidade | Tempo | Notas            |
| ------- | ------- | ---------------------------- | ------------- | ----- | ---------------- |
| 1       | 2       | Ajla Del Ponte               | Suíça         | 7.19  | Q                |
| 2       | 1       | Carolle Zahi                 | França        | 7.21  | Q                |
| 3       | 3       | Lotta Kemppinen              | Finlândia     | 7.24  | Q                |
| 4       | 2       | Maja Mihalinec               | Eslovênia     | 7.25  | Q                |
| 5       | 3       | Orlann Ombissa-Dzangue       | França        | 7.26  | Q                |
| 5       | 2       | Jamile Samuel                | Países Baixos | 7.26  | q,               |
| 7       | 3       | Claudia Payton               | Suécia        | 7.26  | q,               |
| 8       | 1       | Jennifer Montag              | Alemanha      | 7.27  | Q                |
| 9       | 1       | Salomé Kora                  | Suíça         | 7.27  |                  |
| 10      | 3       | Vittoria Fontana             | Itália        | 7.28  | Recorde pessoal  |
| 11      | 1       | Rani Rosius                  | Bélgica       | 7.29  |                  |
| 11      | 2       | Rafaéla Spanoudaki-Hatziriga | Grécia        | 7.29  |                  |
| 13      | 3       | Amelie-Sophie Lederer        | Alemanha      | 7.29  |                  |
| 14      | 2       | Viktoriya Ratnikova          | Ucrânia       | 7.31  |                  |
| 15      | 3       | Riccarda Dietsche            | Suíça         | 7.32  |                  |
| 16      | 3       | Inna Eftimova                | Bulgária      | 7.32  |                  |
| 17      | 1       | Astrid Glenner-Frandsen      | Dinamarca     | 7.32  | Recorde nacional |
| 18      | 1       | Naomi Sedney                 | Países Baixos | 7.35  |                  |
| 19      | 5       | Marina Andreea Baboi         | Roménia       | 7.36  |                  |
| 20      | 1       | Ciara Neville                | Irlanda       | 7.37  |                  |
| 21      | 1       | Rosalina Santos              | Portugal      | 7.38  |                  |
| 22      | 2       | Monika Weigertová            | Eslováquia    | 7.42  |                  |
| 23      | 3       | Magdalena Lindner            | Áustria       | 7.47  |                  |
| 24      | 2       | Marcela Pírková              | Chéquia       | DNS   |                  |

### Final
A final aconteceu às 18:46 no dia 7 de março de 2021.
| Posição           | Raia | Atleta                 | Nacionalidade | Tempo | Notas                |
| ----------------- | ---- | ---------------------- | ------------- | ----- | -------------------- |
| Medalha de ouro   | 4    | Ajla Del Ponte         | Suíça         | 7.03  | , =                  |
| Medalha de prata  | 5    | Lotta Kemppinen        | Finlândia     | 7.22  |                      |
| Medalha de bronze | 1    | Jamile Samuel          | Países Baixos | 7.22  | Recorde da temporada |
| 4                 | 8    | Orlann Ombissa-Dzangue | França        | 7.23  |                      |
| 5                 | 6    | Maja Mihalinec         | Eslovênia     | 7.26  |                      |
| 6                 | 3    | Carolle Zahi           | França        | 7.26  |                      |
| 7                 | 7    | Jennifer Montag        | Alemanha      | 7.29  |                      |
| 8                 | 2    | Claudia Payton         | Suécia        | 7.32  |                      |

Legenda
| Recorde mundial       | Recorde mundial (World record)               |                       | Recorde africano                      | Recorde africano (African) |                                           | Q | Classificado por posição (Qualified) |
| Recorde do campeonato | Recorde do campeonato (Championship record)  | Recorde da América    | Recorde da América (Americas)         | q                          | Classificado por melhor tempo (Qualified) |   |                                      |
| Melhor marca do ano   | Melhor marca do ano (World leading)          | Recorde asiático      | Recorde asiático (Asian)              | DNS                        | Não largou (Did not start)                |   |                                      |
| Recorde nacional      | Recorde nacional (National record)           | Recorde europeu       | Recorde europeu (European)            | DNF                        | Não terminou (Did not finish)             |   |                                      |
| Recorde pessoal       | Recorde pessoal do atleta (Personal best)    | Recorde da Oceania    | Recorde da Oceania (Oceania)          | DSQ / DQ                   | Desclassificado (Disqualified)            |   |                                      |
| Recorde da temporada  | Recorde da temporada do atleta (Season best) | Recorde sul-americano | Recorde sul-americano (South America) | NM                         | Sem marca (No mark)                       |   |                                      |